# Hemiplejia
La hemiplejia es un trastorno del cuerpo del paciente en el que la mitad contralateral de su cuerpo está paralizada. Suele ser el resultado de un accidente cerebrovascular, aunque también pueden provocarla enfermedades que afecten la espina dorsal o los hemisferios cerebrales.
La parálisis cerebral también puede afectar un solo hemisferio, lo que da como resultado una limitación de funciones. Esto no causa parálisis necesariamente, pero sí espasmos. La parálisis cerebral en la que este sea el único síntoma también puede denominarse hemiplejia.

## Epidemiología
La hemiplejia no es infrecuente. En individuos de mayor edad, la causa más común de la hemiplejia son los accidentes cerebrovasculares. En los niños, la mayor parte de los casos no tienen una causa identificable y ocurren con una frecuencia de 1 entre cada 1000 nacimientos. Los expertos indican que la mayoría de los casos de hemiplejía que ocurren hasta los cinco años deben considerarse una parálisis cerebral hasta que se demuestre lo contrario.

## Etiología
Generalmente es causado por:
- Accidentes cerebrovasculares.
- Traumatismo craneales.
- Tumores cerebrales.
- Esclerosis múltiple.
- Encefalitis.
- Complicaciones de meningitis.
- Trastorno de conversión.

## Patogénesis
En la mayor parte de los casos se desconoce su causa exacta, pero parece que el cerebro es privado de oxígeno resultando en la muerte de las neuronas. Cuando la vía corticoespinal está dañada, la lesión se manifiesta normalmente en el lado opuesto del cuerpo. Por ejemplo, si uno tiene una lesión en el lado derecho del cerebro, la hemiplejia aparecerá en el lado izquierdo del cuerpo. Esto pasa porque las fibras motoras de la vía corticoespinal, que tienen su origen en la corteza motora del cerebro, cruzan al lado opuesto en la parte inferior del bulbo raquídeo y luego descienden a la médula espinal para inervar sus correspondientes músculos. Dependiendo del lugar de la lesión en el cerebro, varía la gravedad de la hemiplejia. Una lesión en la cápsula interna donde se condensan todas las fibras motoras en una pequeña zona causará una hemiplejia densa, es decir, una pérdida completa de fuerza en todos los músculos e una mitad del cuerpo, mientras que una lesión a nivel cortical o subcortical causará una variada cantidad de debilidades en una mitad del cuerpo.

## Diagnóstico
La hemiplejia se identifica con un examen clínico por un profesional de la salud, como un fisioterapeuta o un médico. Los estudios radiológicos como el TAC o la resonancia magnética del cerebro deben usarse para confirmar la lesión en el cerebro y la médula espinal, pero por sí solos no pueden usarse para identificar trastornos del movimiento. Los individuos que desarrollan convulsiones pueden someterse a pruebas para determinar donde se encuentra el foco de la actividad eléctrica excesiva.
Los pacientes hemipléjicos pueden mostrar una marcha características. La pierna del lado afecto está extendida y en rotación externa y oscila en un arco lateral para moverse hacia delante (marcha "en guadaña" o "en segador". El miembro superior del mismo lado está en abducción de hombro, flexionada en el codo y pronado en la muñeca con el pulgar en la palma y los demás dedos flexionados a su alrededor.

## Diagnóstico diferencial
- Hemiparesia

Presenta un déficit motor parcial de un hemicuerpo, que puede ser proporcionado, cuando es de parecida intensidad en la cara, en el miembro superior o en el miembro inferior, o desproporcionado, cuando predomina en un segmento sobre otro.

## Cuadro clínico
La hemiplejia significa una gran debilidad de los miembros de un lado del cuerpo, pero ciertas características pueden variar enormemente de una persona a otra. Los problemas pueden incluir:
- Dificultad con la marcha.
- Dificultad con el equilibrio mientras se encuentra quieto o caminando.
- Dificultad con las actividades motoras, como sujetar, agarrar o pellizcar.
- Rigidez aumentada de los músculos.
- Espasmos musculares.
- Afasia.
- Disfagia.
- Retraso significante en las etapas del desarrollo como permanecer en pie, sonreír, gatear o hablar.
- La mayoría de los niños que desarrollan hemiplejia también tienen un desarrollo mental anormal.
- Problemas en el comportamiento como ansiedad, ira, irritabilidad, falta de concentración o comprensión.
- Depresión.
- Dolor en el hombro, a veces asociada con la pérdida de la rotación externa de la articulación glenohumeral debido al tono aumentado del músculo subescapular y el músculo pectoral mayor.[5]
- Subluxación del hombro.[5]

### Evolución
Etapas de la hemiplejía en el adulto
1. Etapa flácida inicial:
Puede durar desde algunos días hasta varias semanas e incluso más. El paciente no puede  mover el lado afectado, ha perdido sus patrones de movimiento y, al principio, incluso los del lado sano son inadecuados para compensar la pérdida de actividad del lado afectado.
En el caso del miembro superior, se puede observar retracción escapular con cierta resistencia al movimiento pasivo. Los dedos y la muñeca pueden estar ligeramente flexionados y también podemos encontrar cierta resistencia al efectuar una extensión pasiva de los mismos. También se puede presentar cierta resistencia a la supinación completa del antebrazo y de la muñeca.
En la extremidad inferior, los primeros signos de espasticidad se sienten cuando se efectúa la dorsiflexión del tobillo y los dedos del pie con la cadera y rodilla en extensión, y en algunos casos se presenta una resistencia leve a la pronación del pie.
La posición del paciente encamado es con frecuencia la siguiente: el cuello suele mostrar una ligera flexión lateral hacia el lado afectado, el hombro y el brazo están retraídos, y el codo sigue extendido en esta etapa. El antebrazo está pronado. La pierna suele estar extendida y en rotación externa. Algunos pacientes, habitualmente los muy ancianos o los gravemente afectados, yacen con una pierna flexionada y abducida y un pie supinado. En todos los casos, todo el lado afectado está ligeramente rotado hacia atrás.
En caso del sujeto hemipléjico que deambula, no puede girar hacia el lado sano y no puede sentarse sin apoyo. Suele caerse hacia el lado afectado y no tiene orientación respecto de la línea media.
2. Etapa de espasticidad:
Durante la etapa anterior ocurre el desarrollo gradual de espasticidad.
La espasticidad suele desarrollarse lentamente con predilección por los músculos flexores de los miembros superiores y los extensores de los miembros inferiores, existiendo una resistencia creciente a ciertos movimientos pasivos.
La postura más común, en esta etapa, es la siguiente: el brazo y la mano se encuentran en flexión, rotación interna y pronación; la pierna en extensión con el pie en flexión plantar y supinación.
3. Etapa de recuperación relativa:
Las personas que alcanzan esta tercera etapa son aquellas que no estaban gravemente afectadas al inicio y que han logrado una buena recuperación o que han seguido bien el tratamiento.

## Tratamiento
El tratamiento para la hemiplejía tiene dos vertientes: por un lado el tratamiento etiológico, es decir,  el de las causas que producen el déficit motor;  y por otro lado el  sintomático, o  lo que es lo mismo, el conjunto de medidas farmacológicas y rehabilitadoras  que intentan, en la medida de lo posible,  controlar o aminorar la discapacidad consecutiva al déficit funcional. En este sentido el tratamiento rehabilitador comprende tanto medidas desde la fisioterapia como desde la terapia ocupacional.
Todo tratamiento comienza con una valoración inicial del paciente, que prosigue con un plan de intervención y su posterior aplicación.
La actuación temprana, durante el periodo de hospitalización, favorecerá la consecución de los objetivos.
En líneas generales, el tratamiento en el hemipléjico adulto incluye la simetría postural, la regulación del tono, flexibilización del tronco, equilibrio estático y dinámico, el apoyo y las reacciones normales del miembro inferior, movimientos del miembro superior y las habilidades de la mano para las actividades de la vida diaria (AVD).
Para realizar el tratamiento de forma integral se deberán utilizar ejercicios para suplir los déficits de las funciones superiores tales como la memoria, la comprensión, las apraxias, el esquema corporal, etc.

### Tratamiento físico

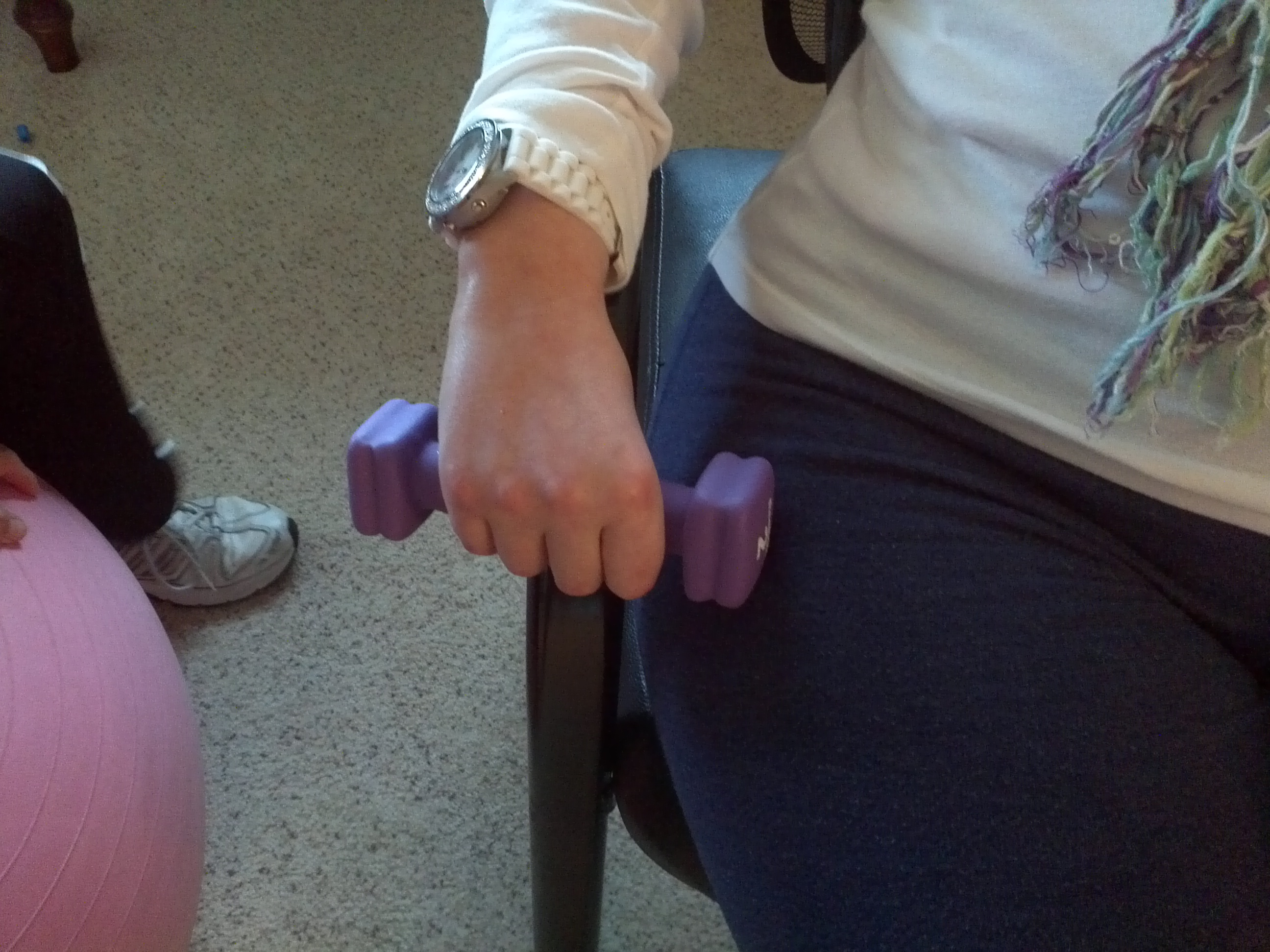
Terapia ocupacional en hemiplejia

- Actitud del miembro superior: El objetivo en el tratamiento del miembro superior es que no duela, que sirva de ayuda y que adquiera algunas habilidades. La recuperación de la función de la mano requiere maniobras muy especializadas guiadas por el profesional competente como, por ejemplo, el terapeuta ocupacional, fisioterapeuta o kinesiólogo.

- Autocuidado del miembro superior: La persona debe tener siempre a la vista su mano para evitar riesgos debidos a su déficit sensorial.

- Mejora de la alteración sensorial de la piel: La falta de actividad conlleva una alteración sensorial y sensitiva de la piel, puesto que la piel se vuelve hipersensible. Es fácil enseñar al propio usuario a tocarse; de esa forma la piel vuelve a reconocer los contactos. La mano debe tocar objetos y texturas distintas. Tocarse con presiones o frotarse con una toalla  proporciona un estímulo a las terminaciones sensitivas y, como resultado, los contactos se vuelven más agradables.

- Férulas posturales: Pueden ayudar al buen cuidado de la mano.

- Ejercicios variados para:

- El autocontrol de las reacciones asociadas: Sirven para que el usuario controle los movimientos no deseados que puedan surgir en el miembro superior afectado.
- Reducir el tono de los flexores de la muñeca.
- Realizar estiramientos fibromusculares: El objetivo es evitar los acortamientos de las fibras de ciertos músculos que tienden a perder su longitud normal debido al mantenimiento de la postura refleja durante largo tiempo.
- Efectuar movimientos activos asistidos: Tiene como objetivo la inhibición de la contracción refleja de músculos como el trapecio superior para conseguir el movimiento selectivo del codo.
- Conseguir la apertura de la mano: Una mano que no es capaz de abrirse totalmente está muy limitada funcionalmente a la hora de realizar muchas de las actividades de la vida diaria.
- Inhibir la actividad refleja de trapecio superior.
- Control  de los movimientos del codo.
- Elevación libre del miembro superior: El objetivo es la coordinación del miembro superior, coordinación mano-vista y potenciación de la musculatura del brazo para las distintas actividades.
- Supinación con dorsiflexión de la muñeca.
- Controlar  y desensibilizar del pie.
- Ejercicios para alargar el tronco y liberar la tensión de la pelvis: el objetivo es el fortalecimiento de los extensores de la cadera.

### Tratamiento de las alteraciones de las funciones superiores
Es fundamental detectar y tratar a tiempo cualquier alteración en las funciones superiores, puesto que, de lo contrario, podría retrasarse la evolución del paciente. El objetivo fundamental es lograr la atención activa del paciente, ya que ello permitirá avanzar en su recuperación.
Para suplir estos déficits podemos llevar a cabo numerosas actividades, como:
- Ejercicios para estimular la atención (base para el aprendizaje posterior).
- Actividades de percepción y representación: Pueden mejorar algunas alteraciones cognitivas como  las alteraciones de la percepción visual, las apraxias de construcción, la perseverancia del trazo en la escritura, etc. que presente el paciente. Por ejemplo, el dibujo es un ejercicio muy completo para mejorar la atención, la observación, la percepción visual, la creatividad, la coordinación del miembro superior…
- Desarrollo de la percepción del esquema corporal: El tratamiento consistirá en hacer ejercicios tales como tocarse las diferentes partes del cuerpo, tocar a otra persona o a un muñeco o completar cuerpos y caras incompletas.
- Ejercicios de memoria: Juegos como el “memory” con el que se trabaja la memoria a corto plazo.
- Ejercicios para trabajar la percepción visoespacial, como por ejemplo, localizar un objeto entre muchos o una forma geométrica entre otras distintas.
- Actividades para trabajar las relaciones espaciales: Deben trabajarse también las relaciones espaciales entre objetos para que el paciente llegue a orientarse en el espacio.
- Resolución de problemas.
- Ejercicios de coordinación para la escritura.